# Sainte-Aulde
Sainte-Aulde è un comune francese di 639 abitanti situato nel dipartimento di Senna e Marna, nella regione dell'Île-de-France.

## Società

### Evoluzione demografica
Abitanti censiti